# روزدوفوزوو
روزدوفوزوو (به لاتین: Rudovozovo) یک منطقهٔ مسکونی در روسیه است که در سرزمین آلتای واقع شده‌است.